# تمیز کردن ساحل

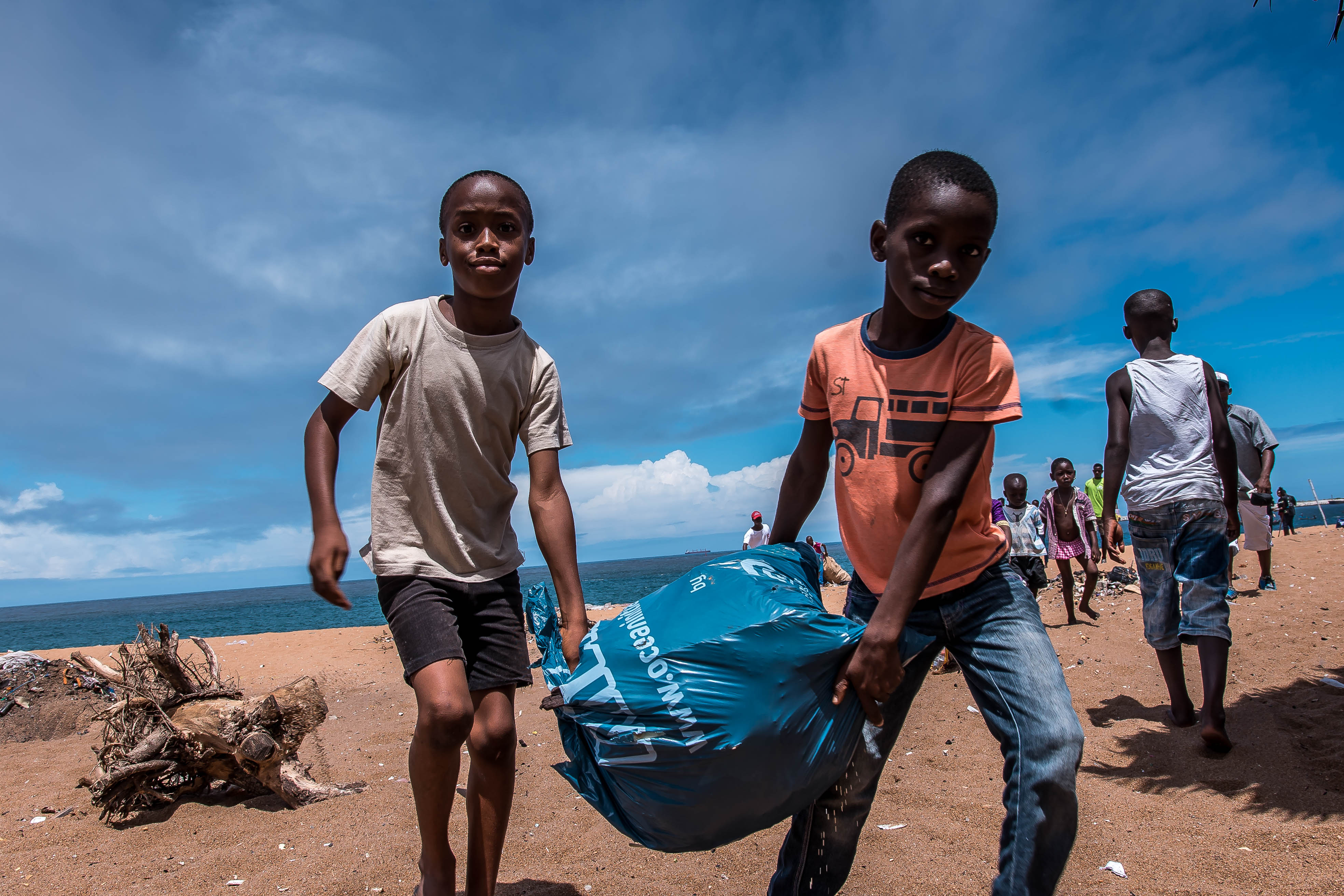
دو کودک در حال تمیز کردن ساحل در ساحل عاج

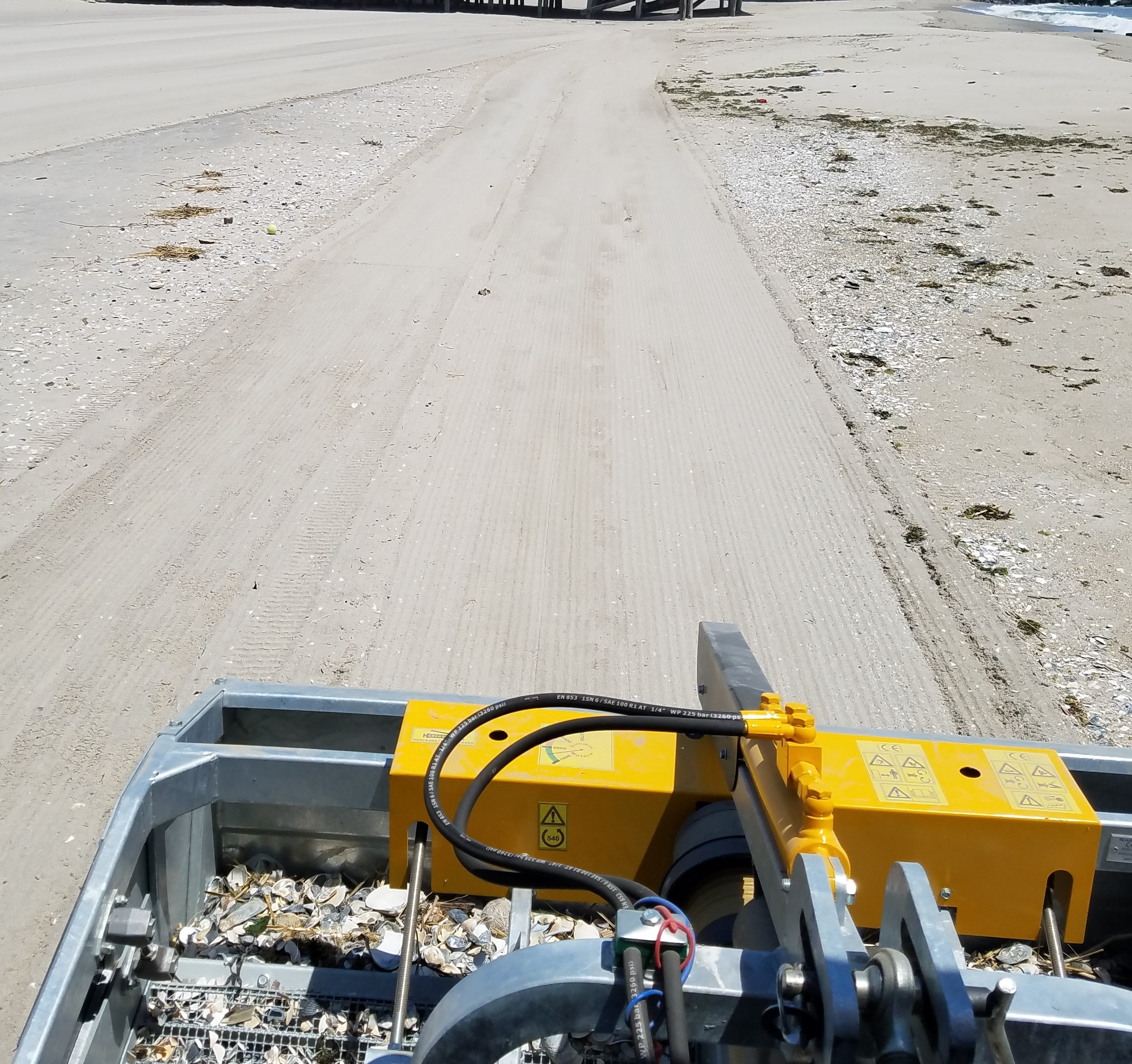
یک دستگاه تمیزکننده ساحل که به‌طور مکانیکی مواد اضافی را جدا می‌کند.

پاکسازی ساحل فرایند حذف زباله‌های جامد، مواد شیمیایی متراکم و بقایای آلی است که توسط جریان آب، بازدیدکنندگان محلی یا گردشگران در ساحل یا خط ساحلی رسوب کرده‌اند. انسان‌ها با موادی مانند بطری‌ها و کیسه‌های پلاستیکی، نی‌های پلاستیکی، تجهیزات ماهیگیری، فیلترهای سیگار، حلقه‌های شش‌تایی، ماسک‌های جراحی و بسیاری اقلام دیگر که اغلب منجر به تخریب محیط‌زیست می‌شوند، سواحل را آلوده می‌کنند. هر ساله صدها هزار داوطلب در سراسر جهان سواحل و خطوط ساحلی را برای پاکسازی این زباله‌ها شانه می‌زنند. این مواد همچنین به عنوان «زباله‌های دریایی» یا «آلودگی دریایی» شناخته می‌شوند و مقدار آن‌ها به دلیل فعالیت‌های انسانی در حال افزایش است.
منابع اصلی زباله‌های ساحلی شامل کاربران ساحل، اقیانوس‌ها، جریان‌های دریایی، و جریان رودخانه‌ها هستند. بسیاری از کاربران ساحل پس از فعالیت‌های خود زباله‌هایشان را روی سواحل رها می‌کنند. همچنین، زباله‌های دریایی یا مواد شیمیایی مانند نفت خام از اقیانوس‌ها یا دریاها به سواحل منتقل و انباشته می‌شوند. علاوه بر این، بسیاری از رودخانه‌ها زباله‌های شهرها را به سواحل می‌آورند. این آلاینده‌ها به زندگی دریایی، اکولوژی، سلامت انسان و گردشگری ساحلی آسیب می‌زنند.
مطالعه هارتلی و همکارانش (۲۰۱۵) نشان می‌دهد که آموزش محیط‌زیستی برای از بین بردن بسیاری از آلاینده‌های ساحلی و حفاظت از محیط دریایی اهمیت دارد.
دو عامل اصلی تخریب اکولوژی دریایی و زباله‌های دریایی وجود دارد: نیروهای مستقیم (رشد جمعیت، توسعه فناوری و رشد اقتصادی) و نیروهای مجاورتی (تغییرات زمین و فرآیندهای صنعتی).
می‌توان نیروهای مستقیم را به‌عنوان علل اساسی مصرف بیش از حد کالاها توسط فرآیندهای صنعتی در نظر گرفت. مصرف بیش از حد کالاها منجر به زباله‌های دریایی می‌شود، زیرا کالاها اغلب با مواد ارزان و غیرقابل بازیافت مانند پلاستیک بسته‌بندی می‌شوند.
زباله‌های پلاستیکی جامد در طبیعت به‌راحتی تجزیه نمی‌شوند و فرایند تجزیه آن‌ها هزاران تا میلیون‌ها سال طول می‌کشد، اما پلاستیک در طول زمان به قطعات کوچکتر از ۵ میلی‌متر تبدیل می‌شود که به آن میکروپلاستیک گفته می‌شود.
این‌گونه زباله‌های جامد به‌عنوان زباله‌های دریایی شناخته می‌شوند و در سراسر خطوط ساحلی و بسیاری از سواحل جهان قابل مشاهده‌اند. منابع زباله‌های دریایی می‌توانند شامل منابع زمینی، منابع دریایی و سایر فعالیت‌های انسانی باشند.
میلیون‌ها تن زباله‌های زمینی مانند پلاستیک، کاغذ، چوب و فلزات از طریق باد، جریان‌های اقیانوسی (پنج گرداب اصلی)، فاضلاب، رواناب، زهکشی‌های آب طوفان و رودخانه‌ها وارد دریاها، اقیانوس‌ها و سواحل می‌شوند.
مقدار عظیمی از زباله‌های دریایی به تهدیدی جدی برای محیط زیست دریایی، حیات آبزیان و بشریت تبدیل شده است.
بیشتر منابع زمینی زباله‌های دریایی شامل تخلیه غیرقانونی، محل‌های دفن زباله، و پسماندهای صنایع پتروشیمی و سایر صنایع هستند.
همچنین، سایر منابع دریایی زباله‌های دریایی از فعالیت‌های انسانی در محیط‌های دریایی ناشی می‌شوند، مانند خطوط ماهیگیری رها شده، تورها، طناب‌های پلاستیکی یا سایر محصولات پتروشیمی که از جزایر دورافتاده یا خشکی‌ها، کشتی‌های حمل‌ونقل یا قایق‌های ماهیگیری توسط باد و جریان‌های اقیانوسی منتقل می‌شوند.
منابع زباله‌های دریایی همچنین شامل فعالیت‌های انسانی جمعیت‌های محلی مانند گردشگران ساحلی، مسافران و فاضلاب شهرها یا روستاها هستند.

### تجهیزات ماهیگیری رها شده
زباله‌های دریایی شامل میلیون‌ها تن تجهیزات ماهیگیری پلاستیکی رها شده است. هر ساله تقریباً ۶۴۰٬۰۰۰ تن تجهیزات پلاستیکی در اقیانوس‌ها دور ریخته یا رها می‌شود.
طبق تحقیقات اونگر و هریسون، سالانه ۶٫۴ میلیون تن آلاینده وارد اقیانوس‌ها می‌شود که بیشتر آن‌ها شامل تجهیزات ماهیگیری مصنوعی بادوام، بسته‌بندی‌ها، مواد اولیه پلاستیکی و کالاهای مصرفی هستند. این تجهیزات پلاستیکی بسیار بادوام در محیط دریایی تجزیه نمی‌شوند و توسط جریان‌های ساحلی و باد به سواحل منتقل می‌شوند.
این تجهیزات دور ریخته شده، مانند طناب‌های ماهیگیری پلاستیکی، تورها و شناورها، به «تجهیزات شبحی» (Ghost Gear) معروف هستند. در سال ۲۰۱۸، حدود ۴۶٪ از ۷۹ هزار تن تجهیزات شبحی که اندازه آن‌ها به وسعت بسیاری از زمین‌های فوتبال می‌رسد، در لکه زباله بزرگ اقیانوس آرام کشف شد.
تورهای ماهیگیری و خطوط رها شده هر ساله باعث مرگ یا آسیب به هزاران حیوان دریایی از جمله ماهی‌ها، کوسهها، نهنگ‌ها، دلفینها، لاک‌پشتهای دریایی، فُکها و پرندگان دریایی می‌شوند. همچنین، ۳۰٪ از جمعیت ماهی‌ها کاهش یافته و ۷۰٪ از سایر حیوانات دریایی به دلیل تجهیزات رها شده آسیب می‌بینند.
مزایاعلاوه بر این، صنعت ماهیگیری گسترده یکی از عوامل اصلی کاهش اکولوژی دریایی از طریق ماهیگیری بیش از حد است. ماهیگیری بیش از حد زمانی رخ می‌دهد که کشتی‌های بزرگ ماهیگیری، ماهی‌ها را سریع‌تر از میزان بازسازی ذخایر صید کنند.
این مشکل بر ۴٫۵ میلیارد نفر تأثیر می‌گذارد که حداقل ۱۵٪ از پروتئین مورد نیاز خود را از ماهی تأمین می‌کنند و ماهیگیری منبع اصلی معیشت آن‌ها است.

## مزایا

### بهداشت عمومی
سواحل پاک مزایای زیادی برای سلامت انسان دارند، زیرا سواحل آلوده جان افراد را با خطرات ناشی از حوادث ساحلی تهدید می‌کنند. بسیاری از اقلام باقی‌مانده در سواحل مانند شیشه‌های شکسته، فلزات تیز یا پلاستیک‌های سخت ممکن است به‌صورت فیزیکی به گردشگران ساحلی آسیب برسانند. همچنین، زباله‌های دریایی مانند تجهیزات ماهیگیری یا تورها ممکن است جان انسان‌ها را در سواحل به خطر بیندازند. این آلاینده‌ها می‌توانند به دام‌هایی برای کاربران ساحل تبدیل شوند و باعث آسیب‌های جدی یا حوادث غرق‌شدگی برای گردشگران شوند.

### محیط زیست
تحقیقات دربارهٔ زباله‌های دریایی به‌طور قابل توجهی دانش ما را دربارهٔ مقدار و ترکیب زباله‌های دریایی و همچنین تأثیرات آن بر محیط زیست دریایی، حیات آبزیان و انسان افزایش داده است.
زباله‌های دریایی برای موجودات دریایی مانند گیاهان، بی‌مهرگان، ماهی‌ها، پرندگان دریایی، لاک‌پشت‌های دریایی و سایر پستانداران بزرگ دریایی بسیار مضر هستند.
زباله‌های دریایی شامل پلاستیک‌هایی هستند که از مواد شیمیایی صنعتی یا سموم تشکیل شده‌اند. این مواد شیمیایی می‌توانند برای موجودات آبزی مخرب باشند، زیرا سموم در بافت‌های موجودات دریایی تجمع یافته و باعث تغییرات رفتاری و تغییرات در فرآیندهای متابولیکی می‌شوند.
همچنین، ترکیبی از پلاستیک و مواد موجود در آب دریا مانند هیدروکربن‌های آروماتیک چند حلقه‌ای (PAHs)، بی‌فنیل‌های پلی‌کلرینه (PCBs) و فلزات سنگین می‌تواند برای حیات دریایی کشنده باشد.
مصرف میکروپلاستیک‌ها توسط موجودات دریایی بزرگ‌تر باعث انسداد دستگاه گوارش آن‌ها شده و منجر به گرسنگی و مرگ به دلیل کاهش انرژی می‌شود.
طبق گزارش کمیسیون پستانداران دریایی ایالات متحده، ۱۱ گونه از ۳۱۲ گونه پرندگان دریایی، ۲۶ گونه از پستانداران دریایی، و شش گونه از هفت گونه لاک‌پشت‌های دریایی با مشکل بلع زباله‌های ساحلی مواجه شده‌اند.
مطالعات نشان می‌دهند که میکروپلاستیک‌ها تأثیرات منفی بر سلامت انسان دارند، زیرا انسان‌ها از موجودات دریایی آلوده تغذیه می‌کنند.